# Thickfreakness
Albums de The Black Keys
The Big Come Up
(2002) The Moan
(2004)
Thickfreakness est le deuxième album du duo rock The Black Keys paru en 2003.
Il s'agit de leur premier album publié sous le label Fat Possum et succédant à The Big Come Up, leur premier album sorti l'année précédente qui leur fit connaître un succès relativement important pour un groupe de rock indépendant. Thickfreakness, caractérisé par le même garage rock influencé par le blues que les autres albums du groupe, obtient le même succès. Les critiques ont souvent comparé le groupe à The White Stripes, un autre duo de garage rock influencé par le blues. Certains morceaux comme Set You Free, qui apparaît dans la bande son du film Rock Academy sorti en 2003, remportent un succès encore plus important. La chanson Hurt Like Mine sert aussi comme musique de fond dans les vidéos de Norman Thavaud.
La plus grande partie de l'album a été enregistré en 14 heures dans la cave de Patrick Carney avec un Tascam 388 8-pistes datant du début des années 1980. Le son « sale » de l'album est dû à la technique personnelle de Carney appelée medium fidelity. Le résultat est qu'on a l'impression que l'enregistrement est beaucoup plus vieux qu'il ne l'est. Le morceau Midnight in Her Eyes est un des rares morceaux des Black Keys où apparaît une basse. Dan Auerbach a en fait rajouté une ligne de basse en jouant avec une basse du style Guild SG avec un amplificateur pour guitare. Une partie de Set You Free a été enregistré par Jeff Saltzman.
L'album compte deux reprises : Have Love, Will Travel de Richard Berry et Everywhere I Go de Junior Kimbrough, bluesman du nord du Mississippi.
Thickfreakness est connu au Japon sous le nom de Inazuma Rockin' Blues (inazuma signifiant éclair).

## Musiciens
- Dan Auerbach - guitare, chant
- Patrick Carney - batterie

## Liste des titres
Tous les morceaux sont des compositions de Dan Auerbach et de Patrick Carney sauf indication contraire.
1. Thickfreakness – 3:48
2. Hard Row – 3:15
3. Set You Free – 2:46
4. Midnight in Her Eyes – 4:02
5. Have Love, Will Travel (Richard Berry)  – 3:04
6. Hurt Like Mine – 3:27
7. Everywhere I Go (Junior Kimbrough)  – 5:40
8. No Trust – 3:37
9. If You See Me – 2:52
10. Hold Me in Your Arms – 3:19
11. I Cry Alone – 2:47